# Pohádkový princ Lala
Pohádkový princ Lala (maďarsky Tündér Lala) je maďarský film pro děti z roku 1981 režírovaný Ilonou Katkics.
Na českém dabingu z roku 1985 se jako zvukař podílel Václav Hálek.

## Děj
Mladý princ Lala z království pohádkových bytostí je velmi neposedný. Zlý kouzelník zjistí, že je to kvůli tomu, že princ Lala má lidské srdce. Protože princ není úplná pohádková bytost a hrozilo by mu vypovězení z království, souhlasí královna Iris, že si kouzelníka vezme za manžela, pokud toto o princi nevyzradí. Princ Lala ale mezitím uteče k lidem, kde se seznámí s mladou dívkou Beou a jejím strýcem Peterem.
Protože prince nemohou v království najít, vyšle jeho matka po jeho stopách kozičku. Kozička má s sebou kouzelnou tužku, která pokud se dotkne něčího ucha, způsobí, že dotyčný kozičce bude rozumět. Díky tomu se Bea a její strýc dozví, že mladý chlapec je princ z pohádkové země.
Královna se v království pohádkových bytostí vzdá vlády a jako nový vládce království je navržen dobrý kouzelník. Ten na sebe prozradí, že má lidský mozek, ale i přesto je vševědoucím stromem schválen jako nový vládce.

## Obsazení
| Irina Alfyorova | královna Iris    |
| Márton Mészáros | princ Lala       |
| Bela Ernyey     | princezna Amalfi |
| Kornél Gelley   | Áter-Páter       |
| Gábor Nagy      | Áter-Páter       |
| Sándor Horváth  | Csill            |
| Gyula Benkö     | Omikron          |
| Attila Tyll     | Jusztin          |
| András Bálint   | Péter            |
| Orsolya Ferencz | Bea              |
| Ilona Bencze    | Csodafa          |
| Frigyes Bárány  | hlas             |
| Adrienne Bór    | Komorna          |
| László Csákányi | hlas stroje      |
| Sári Feleki     | hlas             |
| Kati Grünwald   | hlas             |
| György Györffy  | Dagi             |
| Endre Harkányi  | Und              |
| János Horkay    | Meccs            |
| Juci Komlós     | Kencefice        |
| István Komáromi | Minó             |
| Béla Paudits    | Citó             |
| Judit Pogány    | Gigi (hlas)      |
| Yuriy Sarantsev | Kormorán         |
| István Szatmári | Szék (hlas)      |
| Gábor Sárosi    | poručík          |